# Litoria pallidofemora
Litoria pallidofemora es una especie de anfibio anuro del género Litoria, familia Hylidae. Es originaria de Papúa Nueva Guinea.  Científicos no son de acuerdos si esta rana de árbol debe ser en el género Litoria o Nyctimystes.
Esta rana tiene coloración verde en sus mucosas bucales. Científicos dicen que está estrechamente relacionado con Litoria graminea.